# N892 (België)
De N892 is een gewestweg in de Belgische provincie Luxemburg. Deze weg vormt de verbinding tussen Bovigny en Gouvy.
De totale lengte van de N892 bedraagt ongeveer 5 kilometer.

## Plaatsen langs de N892
- Bovigny
- Courtil
- Halconreux
- Gouvy